# Paul Peter Rhode

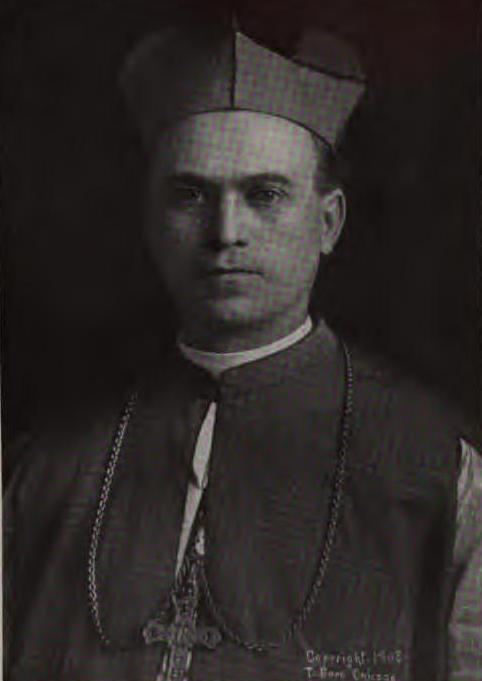
Paul Peter Rhode

Paul Peter Rhode (* 18. September 1871 in Neustadt in Westpreußen; † 3. März 1945 in Green Bay, Wisconsin) war der sechste katholische Bischof von Green Bay.
Im Jahr 1881 wanderte Rhode mit seiner Mutter nach Chicago in den Vereinigten Staaten aus. Seine Ausbildung erhielt er am St. Mary’s College in Kentucky, am St. Ignatius College in Chicago und am St. Francis Seminary bei Milwaukee. Am 17. Juni 1894 wurde Rohde von Erzbischof Patrick Augustine Feehan zum Priester geweiht und arbeitete anschließend in verschiedenen Gemeinden im Erzbistum Chicago.
Papst Pius X. ernannte Rohde am 27. Mai 1908 zum Weihbischof im Erzbistum Chicago und zum Titularbischof von Barca; die Bischofsweihe erhielt er am 29. Juli 1908 durch Erzbischof James Edward Quigley. Mitkonsekratoren waren die Weihbischöfe Peter James Muldoon aus Chicago und Joseph Maria Koudelka von Cleveland.
Sieben Jahre später, am 15. Juli 1915, ernannte Papst Benedikt XV. ihn zum Bischof von Green Bay. Dieses Amt übte Rohde bis zu seinem Tod aus. Während seiner Amtszeit errichtete er zehn neue Pfarreien, organisierte die Diözesan-Caritas neu und schuf ein eigenes Bildungsdezernat in seiner Diözese.